# Enzo Oddo
Enzo Oddo (Nizza, 22 febbraio 1995) è un arrampicatore francese.
Pratica l'arrampicata in falesia e il bouldering.

## Biografia
È una delle stelle nascenti dell'arrampicata mondiale. È divenuto famoso per i suoi straordinari
risultati in falesia a soli 14 anni, come quello di salire a fine estate 2009 ben tre vie di 9a in meno di due settimane: SanKuKaï, PuntX e ChochoLocco. Il 15 agosto 2010 ha raggiunto il 9a+ con la settima salita di Realization a Céüse.
Ha ricevuto la nomination per il Salewa Rock Award nel 2011.

## Falesia
- 4 vie di 9a+
- 17 vie di 9a

### Lavorato
- 9a+/5.15a:
  - La Rambla - Siurana (ESP) - 22 dicembre 2011 - Settima salita della via di Ramón Julián Puigblanque del 2003[3]
  - La moustache qui fâche - Entraygues (FRA) - 14 giugno 2011 - Prima salita del progetto di Yann Ghesquier[4]
  - Aubade direct - Sainte-Victoire (FRA) - 11 maggio 2011 - Seconda salita della via di Gérome Pouvreau[5]
  - Realization - Céüse (FRA) - 15 agosto 2010 - Settima salita[1]
- 9a/5.14d:
  - PPP - Verdon/Grotte de Galetas (FRA) - agosto 2012 - Via di Adam Ondra del 2010[6]
  - Promotion Canne à pêche -  Verdon/Baume des Cavaliers (FRA) - agosto 2012 - Quarta salita della via di Sébastien Bouin del 2011[7]
  - Kick Ass - Gorges du Loup (FRA) - agosto 2012 - Prima salita della via attrezzata da Cedric Lo Piccolo[8]
  - The Golden ticket - Red River Gorge (USA) - aprile 2012[9]
  - Pure Imagination - Red River Gorge (USA) - 20 marzo 2012[10]
  - WRC - Castillon (FRA) - marzo 2012 - Seconda salita della via di Kevin Aglaé[11]
  - Estado Critico - Siurana (ESP) - gennaio 2012[12]
  - Esclatamasters - Perles (ESP) - dicembre 2011 - Quinta salita della via di Ramón Julian Puigblanque[13]
  - Salida Del Sol - Cantobre (FRA) - novembre 2011 - Prima salita[14]
  - Era Vella - Margalef (ESP) - 21 aprile 2011 - Quarta salita della via di Chris Sharma del 2010[15]
  - Condé de choc - Entraygues (FRA) - 10 settembre 2010 - Terza salita della via di Anthony Lamiche del 2006[16]
  - Victimas Perez - Margalef (ESP) - 2010 - Terza salita della via di Ramón Julian Puigblanque[17]
  - Inga+7pm JP Chaud - Gorges du Loup (FRA) - novembre 2009[18]
  - Abyss - Gorges du Loup (FRA) - 2009 - Sesta salita della via di Alexandre Chabot [19]
  - ChochoLocco - Carros (FRA) - 9 settembre 2009  - Seconda salita del progetto di Axel Franco
  - PuntX - Gorges du Loup (FRA) - 4 settembre 2009
  - San Ku Kaï - Entraygues (FRA) - 28 agosto 2009 - Terza salita della via di Anthony Lamiche[20]

## Boulder
Ha scalato un 8A e un 8B a Fontainebleau.
Ha partecipato al Melloblocco 2010 salendo 2 boulder sugli 8 proposti.